# Los cachirules
Los cachirules, conocido asimismo como El cachirulazo, fue la denominación generalizada con la que se conoció al escándalo del fútbol mexicano ocurrido en 1988, cuando se descubrió que la selección de fútbol sub-20 de México alineó deliberadamente a por lo menos cuatro jugadores que sobrepasaban la edad reglamentaria mientras competían en las eliminatorias para clasificar a la Copa Mundial de Fútbol Juvenil de 1989.
El asunto terminó con un veto y una fuerte sanción por parte de la FIFA para el fútbol mexicano, las selecciones nacionales de fútbol fueron marginadas de toda competencia internacional durante un período de dos años (1988-1990). Inicialmente, esta sanción solo iba a ser aplicada por parte de la Concacaf a la selección juvenil implicada en esta trampa, pero debido a los desacatos de los federativos mexicanos ante el máximo organismo del fútbol, el castigo fue extendido a todo representativo nacional, lo cual también implicó la no participación de México en la Copa Mundial de Italia 1990. El caso de los cachirules ha sido comúnmente considerado un parteaguas, marcando un antes y un después en la historia del fútbol mexicano.

## Nombre
El nombre cachirules es plural de la palabra «cachirul» o «cachirulo», cuya definición se puede encontrar en una de las acepciones del Diccionario de Americanismos, que significa: «referido a persona mentirosa», es decir, cuando se trata de engañar a alguien a propósito. En México, cuando se juega dominó y alguien pone una ficha que no corresponde, el resto de jugadores la devuelven diciendo «Estás metiendo cachirul» («Estás tratando de hacer trampa»).
El fútbol tomó dicho calificativo en los llanos de las categorías amateur, para emplearlo en los jugadores que sin ser parte de la plantilla registrada en el equipo, eran alineados para completar el mismo y evitar con ello la derrota en la mesa por falta de jugadores. Esta práctica implicaba engañar al árbitro, ya que se alineaba a un jugador empleando el registro de otro, provocando con ello un cachirulo. Con el tiempo, el término cachirulo en México ha pasado a usarse para mencionar que alguien o algo está en el lugar de otro.

## Historia

### Antecedentes
Entre diciembre de 1987 y febrero de 1988 la selección mayor de México jugó exitosamente con Guyana y Guatemala tres partidos en el torneo eliminatorio preolímpico de Concacaf para decidir los representantes de la zona a los juegos olímpicos de 1988. México se clasificó ganando todos los partidos.
Por otra parte, para acceder al Mundial Juvenil de 1989 que se celebraría en Arabia Saudita, la selección de fútbol sub-20 de México habría de jugar en el XII Torneo Juvenil de la CONCACAF, el cual sería además clasificatorio al Mundial para el primer y el segundo lugar. El torneo se jugaría en Guatemala durante abril de 1988.
La FIFA había lanzado previamente un comunicado el 3 de enero de 1988 advirtiendo a todas las federaciones de no engañar al máximo ente rector del fútbol mundial con respecto a las edades de los jugadores a participar en selecciones juveniles (atendiendo a que era entonces una práctica muy común en todo el mundo incluir en selecciones juveniles a jugadores con una edad superior al límite oficial). De hecho, la edad máxima fijada por la FIFA para la participación de futbolistas en el mundial juvenil era de 20 años de edad.
A México le tocó jugar en Mazatenango frente a Bermuda, a la que venció el 12 de abril de 1988 con marcadores de 4-1. El 14 de abril jugó contra Cuba, a la que venció con marcador de 2-0. El día 16 México derrotó a las Antillas Neerlandesas por 7-0. Finalmente un empate 2-2 el día 18 frente a Canadá garantizó el pase a segunda ronda. En esta fase México volvió a derrotar a Cuba el día 20 de abril por 2-1, pero el 22 de abril perdió 3-0 frente a la selección de Costa Rica, sin embargo, al derrotar 2-1 a Estados Unidos dos días más tarde, el equipo mexicano obtiene el subcampeonato que garantizaba el pase al Mundial Juvenil en Arabia.

### Investigación
El periodista Antonio Moreno del canal Imevisión (hoy TV Azteca) y autor de una columna especializada en fútbol para el diario mexicano Ovaciones, descubrió junto con su colega Alfredo Ruiz en un anuario publicado en abril de 1988 por la propia Federación Mexicana de Fútbol (edición 1986-87) una discrepancia entre las edades publicadas en dicho documento y las presentadas ante la Concacaf para enviar a los futbolistas a las eliminatorias en Guatemala. El 12 de abril de 1988 publicaron en Ovaciones sus hallazgos en una nota sin firmar. Moreno publicó además en Ovaciones el 20 de abril de 1988 (el día de la victoria frente a Cuba en la ronda final) un artículo resaltando el peligro de "tratar de ganar ventaja sobre los rivales al incluir jugadores mayores a la edad permitida". La respuesta de Rafael del Castillo Ruiz, en ese momento presidente de la Federación Mexicana de Fútbol (FMF), fue minimizar el asunto y agredir verbalmente al periodista.
Sin embargo, Antonio Moreno tuvo el apoyo de José Ramón Fernández, también periodista de Imevisión y titular de los programas A la Misma Hora y DeporTV, que dio a conocer nacionalmente la noticia en la televisión. La reacción inicial de la FMF fue negar o no responder a las acusaciones; sin embargo, cuando el público vio la magnitud del escándalo, diversos periodistas mexicanos comenzaron a entrevistar a los jugadores y a buscar insistentemente las actas de nacimiento de los integrantes de la selección. El 17 de abril de 1988 el diario La Jornada publicó cinco días después de la nota de Ovaciones la primera acta de nacimiento modificada a nombre del delantero José Luis Mata, mostrando que se pasaba de la edad máxima por cuatro años. El 28 de abril, el programa  A la Misma Hora dio a conocer las verdaderas actas de nacimiento del delantero Gerardo Jiménez y de José de la Fuente, ambos con dos años más de la edad afirmada por la FMF. Finalmente de nuevo La Jornada publicó al día siguiente otra acta, esta vez del defensa Aurelio Rivera, mostrando que excedía la edad reglamentaria por siete años. Rivera, capitán del equipo, declaró en posteriores entrevistas que todos menos dos de los integrantes de esa selección (Marco Antonio Ruiz y José Antonio Noriega) eran mayores que la edad reglamentaria, más esta aseveración jamás fue confirmada.
La información fue ampliamente difundida en la prensa televisiva y escrita de México e inevitablemente llegó a oídos de la Federación Guatemalteca de Fútbol, la cual en unión con la Federación de Fútbol de los Estados Unidos inmediatamente presentaron el 5 de mayo una denuncia oficial ante la Concacaf exigiendo que se investigara el caso. La indagación fue llevada a cabo por el salvadoreño José Ramón Flores, quien confirmó rápidamente la falsedad de las edades presentadas por la FMF para los jugadores mexicanos en el torneo.

### Consecuencias
Como resultado, inicialmente la Concacaf determinó que las edades de los cuatro jugadores mencionados por Moreno eran efectivamente falsas por lo que el 19 de mayo de 1988 descalificó y marginó a México de la eliminatoria al Mundial juvenil de fútbol a realizarse en Arabia Saudita y también sancionó a dicha selección con una suspensión de dos años. Asimismo se inhabilitó de por vida a miembros del consejo nacional de la FMF, aunque no al director técnico Francisco Avilán, entre ellos a Rafael del Castillo (presidente del consejo), Rafael Lebrija Saavedra (presidente de la Primera División y vicepresidente del consejo), José de Jesús Álvarez Guzmán (presidente de la Segunda División), Rafael Castellanos (vocal), Víctor Manuel González Dávila (secretario general de la federación), Ramón Martínez (secretario), Manuel Aceves Montenegro (tesorero y compilador del anuario original), Gerardo Gallegos Cásares (presidente de la Tercera División y subdirector de la selección juvenil), Gilberto Morfín Salazar (presidente de la rama amateur de la FMF),  Francisco Javier Cantú (prosecretario) y Héctor Antonio Pérez Contreras (segundo vicepresidente y jefe de la delegación mexicana al torneo celebrado en abril).  Francisco Avilán declaró que en su momento había señalado a la FMF la presencia de jugadores que no cumplían con los límites de edad impuestos por FIFA, pero que el presidente de la federación Rafael del Castillo ignoró sus avisos. Con esta descalificación, fue la selección de Estados Unidos la que remplazó a México como subcampeón del torneo y junto con Costa Rica clasificaron en representación de la Concacaf al mundial juvenil.
La Procuraduría General de la República (PGR) mediante el fiscal Antonio Arring investigó a los jugadores involucrados, para determinar si se había incurrido en el delito de falsificación de actas de nacimiento. Interrogados, los jugadores reconocieron haber proporcionado edades alteradas a la hora de sacar sus actas bajo los auspicios de Rafael del Castillo.
Rafael del Castillo presidente de la Federación Mexicana de Fútbol intentó apelar ante la FIFA con la esperanza de anular o minimizar los castigos de la Concacaf a la selección juvenil. A pesar de que Joseph Blatter, en ese entonces secretario general de FIFA, declaró en una carta publicada el 23 de junio que el fallo de Concacaf era inapelable, los federativos mexicanos llegaron a las oficinas del máximo organismo del balompié mundial confiando en la capacidad e influencia que el directivo mexicano Guillermo Cañedo poseía dentro del organismo futbolístico internacional como asesor y mano derecha del entonces presidente de la FIFA João Havelange, pero el resultado no fue el esperado.
El 30 de junio de 1988 la FIFA no sólo respaldó las sanciones impuestas por la Concacaf a la selección juvenil, sino que además extendió la suspensión de dos años a todas las selecciones mexicanas (incluyendo la selección mayor) de toda competencia avalada por este organismo; así México quedó fuera del fútbol de los Juegos Olímpicos de 1988 en Seúl, torneo para el cual ya estaba calificado, pero al que iría en su lugar la selección de Guatemala (la cual había quedado segundo lugar en el torneo preolímpico). Asimismo los efectos de la sanción se extendían hasta la Copa Mundial de Fútbol de 1990 en Italia, al prohibirse la participación de la selección mexicana en las etapas de clasificación previa.

## Lista de jugadores en el equipo
En negritas itálicas, los jugadores cuya edad se confirmó mayor a la reglamentaria.
|                           |               |                     |  |  |
| Jugador                   | Posición      | Club de procedencia |  |  |
| Sergio Almaguer           | Delantero     | Puebla              |  |  |
| Ricardo Cadena Martínez   | Defensa       | Guadalajara         |  |  |
| Juan Carlos Chávez Zárate | Mediocampista | Atlas               |  |  |
| Rodrigo Fernández         | Mediocampista | Atlas               |  |  |
| José de la Fuente Guzmán  | Defensa       | Monterrey           |  |  |
| Jordán Galarza            | Delantero     | Orizaba             |  |  |
| José Luis Gómez           | Mediocampista | UAG                 |  |  |
| José Luis González García | Mediocampista | Atlante             |  |  |
| Hugo Guerrero             | Guardameta    | UdeG                |  |  |
| Gerardo Jiménez Cantú     | Mediocampista | Monterrey           |  |  |
| Guillermo Loza            | Guardameta    | Laguna              |  |  |
| José Luis Mata Santacruz  | Delantero     | Atlas               |  |  |
| José Antonio Noriega      | Mediocampista | UNAM                |  |  |
| José Luis Ortega          | Defensa       | Cruz Azul           |  |  |
| Aurelio Rivera Bueno      | Defensa       | Tampico Madero      |  |  |
| Marco Antonio Ruiz García | Mediocampista | Tampico Madero      |  |  |
| Rodolfo Sánchez           | Defensa       | UNAM                |  |  |
| Pedro Serrano             | Defensa       | Tampico Madero      |  |  |
| Francisco Soto            | Mediocampista | UdeG                |  |  |